# Mehmed III Girej
Mehmed III Girej (1584–1629) – władca Chanatu Krymskiego w latach 1623–1624, 1624–1628, walczył o tron z chanem Dżanibekiem oraz o władzę nad Tatarszczyzną z Kantymirem, szukał okresowo sojuszników w Polsce i Kozaczyźnie, zabity przez Kozaków pod Perekopem.

## Walka o tron chana
Bracia Mehmed i Sahin Girejowie należeli do dynastii panującej na Krymie. Ich ojcem był nurredin Saadat Girej, a dziadem chan Mehmed II Girej. Kuzyni panującego Dżanibeka Gireja podnieśli przeciw niemu bunt i wystąpili jako pretendenci do władzy nad chanatem w 1614 roku. Cieszyli się poparciem części Tatarów, będących w opozycji do protureckiego Dżanibeka, dążących do usamodzielnienia się państwa i zerwania zależności od Imperium Osmańskiego. Początkowo chanowi udało się stłumić bunt, ale jego zbiegli przywódcy wciąż spiskowali przeciw Dżanibekowi. Szahin Girej uzyskał nawet u szacha Abbasa poparcie Persji.
Mehmet Girej doprowadził wiosną lub latem 1623 r. do obalenia Dżanibeka, którego Turcy zesłali na wyspę Rodos. Zdobywszy za przyzwoleniem Turcji tron krymski, Mehmet III zerwał z Imperium Osmańskim i poszukiwał przeciw niemu sojuszników. Szahin Girej (mianowany przez brata kałgą sułtanem) oferował listownie Rzeczypospolitej w zamian za zgodę na udział Kozaków zaporoskich w wojnie przeciw Turcji „wieczne przymierze”, należące do Turcji mołdawskie miasta Białogród, Tehinię i Kilię, a także przesiedlenie uciążliwej Ordy Budziackiej na lewy brzeg Dniepru. Przekazł też ofertę szacha Abbasa wspólnego wystąpienia Persji, Rzeczypospolitej i Tatarów przeciw Osmanom. Posła Szahina Gireja przyjęto w Warszawie na dworze Zygmunta III Wazy 10 października 1624 r. Rzeczpospolita wobec groźby wojny ze Szwecją nie była jednak zainteresowana wciągnięciem jej do konfliktu z Turcją. Szahin Girej zwrócił się więc do Kozaków z pominięciem Polski.

## Detronizacja i powrót do władzy
Na Krymie doszło do interwencji tureckiej wezyra Rżedziba paszy i Ordy Kantymira. Mehmeda III usunięto z tronu, a przywrócono poprzedniego chana Dżanibeka. Jednak 4 tysiące Kozaków zaporoskich wyruszyło pod Kaffę, pokonało armię wezyra i obaliło Dżanibeka. W styczniu 1625 r. kałga Szahin Girej zawarł formalny sojusz z Zaporożcami.
Gdy Mehmed i Szahin Girejowie byli zagrożeni przez Ordę Kantymira, we wrześniu 1625 r. Rzeczpospolita podjęła interwencję na Ukrainie przeciw Kozakom, którzy jako poddani Korony nie mieli prawa wchodzić bez zgody władz państwowych w sojusz z obcym państwem. Kozacy podpisali 6 listopada 1625 r. porozumienie z hetmanem Koniecpolskim, podporządkowując się Rzeczypospolitej i wyrzekając się sojuszu z chanatem oraz prowadzenia samodzielnej polityki zagranicznej.

## Najazdy na ziemie Rzeczypospolitej
Po umocnieniu władzy na Krymie Mehmed III, chcąc się przypodobać Osmanom, ruszył w styczniu 1626 r. osobiście z 20 tysiącami Tatarów na Podole. Tatarzy z bogatymi łupami i jasyrem zdołali umknąć bezpiecznie na Mołdawię przed pościgiem 13 tysięcy żołnierzy hetmana Koniecpolskiego. Polacy dopadli i rozbili tylko niewielką tylną straż nieprzyjaciela. Dognanych Tatarów wycięto lub pojmano do niewoli, zdobyto 4 armatki, rydwan chana ze szkatułą z listami i apteczką, trochę bydła, koni i wielbłądów. Koniecpolski przedstawił potem akcję jako wielkie zwycięstwo polskie, przesłał zdobycz na Tatarach królowi do Warszawy, a dyplomacja polska ogłosiła w Europie wieść o rozgromieniu Ordy. Sam papież Urban VIII zwiedziony propagandą wysłał Zygmuntowi III Wazie list z gratulacjami.
We wrześniu 1626 r. 10-15 tysięcy Tatarów krymskich i Nogajów budziackich rozpoczęło rabunek na Ukrainie, ale w październiku rozgromił ich zupełnie Stefan Chmielecki z 5 tys. żołnierzy (1500 Kozaków rejestrowych). Orda straciła około tysiąca zabitych, jeńców, nie zdobyła ani jednego niewolnika. Polacy i Kozacy stracili 40 poległych. Po tej klęsce Ordy zapanował krótkotrwały pokój. Na Krymie bowiem znowu doszło do wojny domowej.

## Utrata władzy
Kantymir zjednoczył wszystkie Ordy Nogajskie od Perekopu do Dobrudży i utworzył faktycznie niezależny chanat. Z poparciem Turcji rozbił wojska Szahina w Dobrudży i wkroczył na Krym. Latem 1628 r. 4 tys. Kozaków zaporoskich z hetmanem Doroszenką (który zginął na tej wyprawie) wyruszyło na Krym, gdzie wraz z kilkuset Tatarami Mehmeda i Szahina zwyciężyli wojsko Kantymira. Pokonany uszedł do tureckiej Kaffy, którą oblegli Kozacy i stronnicy Girejów. Interwencja armii osmańskiej spowodowała klęskę Mehmeda i Szahina, którzy uciekli na Zaporoże. Na tronie znów osadzono chana Dżanibeka, który wysłał poselstwo pokojowe do Warszawy.
Jesienią 1628 r. Mehmed i Szahin wysłali poselstwo do Polski, oświadczając, że dobrowolnie zrzekają się „upominków”, gwarantują Rzeczypospolitej pomoc wojskową na wypadek wojny oraz wypuszczają jeńców (znaczna ich część powróciła do kraju).
W listopadzie 1628 r. 4 tysiące Kozaków pod wodzą Hryćki Czarnego ruszyły na Krym, ale zagarnąwszy wielkie stada koni (5 tys. zwierząt) pod Perekopem, Zaporożcy zawrócili do kraju pomimo nalegań Szahina. Wiosną 1629 r. Kozacy po raz czwarty poszli walczyć o tron dla Mehmeda III. Kozacy (w sile 23 tys.) oraz Tatarzy (1500) Szahina i Mehmeda pod Perekopem starli się z równą liczebnie armią Dżanibeka i Kantymira. Pierwszego dnia walki Kozacy odparli atak tatarski, ale następnego dnia stronnicy Mehmeda i Szahina przerwali tabor i przeszli na stronę wroga. Kozacy mimo bolesnych strat uniknęli klęski. Wobec zdrady Tatarów rzucili się na Mehmeda III i roznieśli go na szablach. Szahin uniknął śmierci, uciekł do Czerkiesów, a potem do Persji. Został pochowany w türbe w Bakczysaraju.

## W kulturze popularnej
Mehmet Girej jest jedną z postaci w tureckim serialu kostiumowym Wspaniałe stulecie: Sułtanka Kösem. Odtwórcą jego roli jest Kadir Doğulu.